# 和硕悫靖公主
和硕悫靖公主（1690年—1736年）。康熙帝第十四女，序齿为九公主。生母為袁贵人。

## 生平
康熙二十八年十二月初七日（1690年），皇十四女出生，生母袁氏時為常在。康熙四十五年（1706年），封皇十四女为和硕悫靖公主，並且下嫁散秩大臣兼一等男孙承运。康熙五十八年五月，额驸孙承运去世:56。康熙六十一年正月，兄长允禩與媵妾毛氏所生的長女郡君被指婚于悫靖公主之子孙五福為妻。
乾隆元年十一月（1736年），和硕悫靖公主逝世，享年四十八歲:56。

## 家庭

### 丈夫
- 孙承运，孙思克之子